# Akrotiri et Dhekelia
Pour les articles homonymes, voir Akrotiri.
Akrotiri et Dhekelia (en anglais : Akrotiri and Dhekelia et Sovereign Base Areas of Akrotiri and Dhekelia, en grec moderne : Ακρωτήρι και Δεκέλεια / Akrotíri ke Dhekélia, en turc : Akrotiri ve Dhekelia) sont le dernier exemple de bases militaires souveraines (Sovereign Base Areas) britanniques à Chypre. Akrotiri fait partie de la Western Sovereign Base Area (WSBA) tandis que Dhekelia fait partie de l’Eastern Sovereign Base Area (ESBA).
Une force militaire, les Forces britanniques de Chypre, est stationnée à Chypre dans ces deux bases depuis l'indépendance de l'ancienne colonie. On y trouve la seule base de la Royal Air Force (RAF) actuellement en Méditerranée (RAF Akrotiri, code AITA : AKT), qui est la plus grande base de la Royal Air Force hors Royaume-Uni. En plus de la garnison, le Royaume-Uni contribue aux forces de l'ONU à Chypre. Au total, il y a environ 3 500 fonctionnaires britanniques résidant à Chypre.

## Géographie
Dans ces deux territoires, on trouve une base militaire britannique, ainsi que du terrain agricole et du terrain résidentiel. Ces deux bases ont un accès direct à la mer Méditerranée :

Carte d'Akrotiri

- Akrotiri se trouve dans le sud de l’île, près de la ville de Limassol (ou Lemesos). Elle n’a de frontière qu’avec la république de Chypre occupant la grosse moitié du sud de l’île. D'une superficie de 75,5 km2[5], elle abrite le quartier général des forces britanniques sur l'île (B.F.C., British Force Cyprus) à Episkopi et la base aérienne RAF Akrotiri, celle-ci servant de point d'appui et de ravitaillement[4]. Au nord de cette base, elle dispose d'un petit lac, le lac salé de Limassol (ou « lac salé d'Akrotiri ») qui fournit une zone d'hivernage accueillant jusqu'à 30 000 flamants roses et est une halte importante pour les grues, les échassiers migrants et les oiseaux de proie.

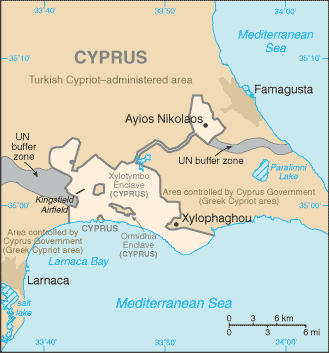
Carte de Dhekelia

- Dhekelia se trouve dans le sud-est, près de Larnaca. D'une superficie de 81 km2[4], elle partage une frontière avec une zone tampon sous administration de l'ONU entre les deux républiques, et une frontière avec la zone sous administration de la zone turque de Chypre du Nord (qui enclave le secteur d’Ayios Nikolaos dépendant de la base britannique de Dhekelia, à laquelle elle est reliée par un corridor prolongeant la zone tampon des Nations unies au travers de la zone turque). De plus, Dhekelia possède sur son territoire quatre enclaves sous souveraineté chypriote formées par les villages de Xylotýmvou et d'Ormidhia, ainsi que par les deux parties de la centrale électrique de Dhekelia.

Lorsque les frontières des deux bases avaient été définies, le Royaume-Uni avait évité d'occuper des zones de population ; cependant, des territoires civils se sont retrouvés enclavés malgré tout, bien que théoriquement sous administration de la république de Chypre. De plus, le tracé de ces frontières encerclait des zones agricoles utilisées par les habitants des deux communautés. Des manifestations importantes ont eu lieu à Chypre (comprenant notamment des habitants et des personnes privées de leurs terres qui ont fui la zone occupée depuis l'invasion turque), réclamant la restitution à Chypre et sa pleine souveraineté sur les zones militaires encore occupées par le Royaume-Uni à Akrotiri et surtout à Dhekelia dans sa partie Sud, ainsi que le paiement des annuités de retard non payées par le Royaume-Uni.

## Histoire

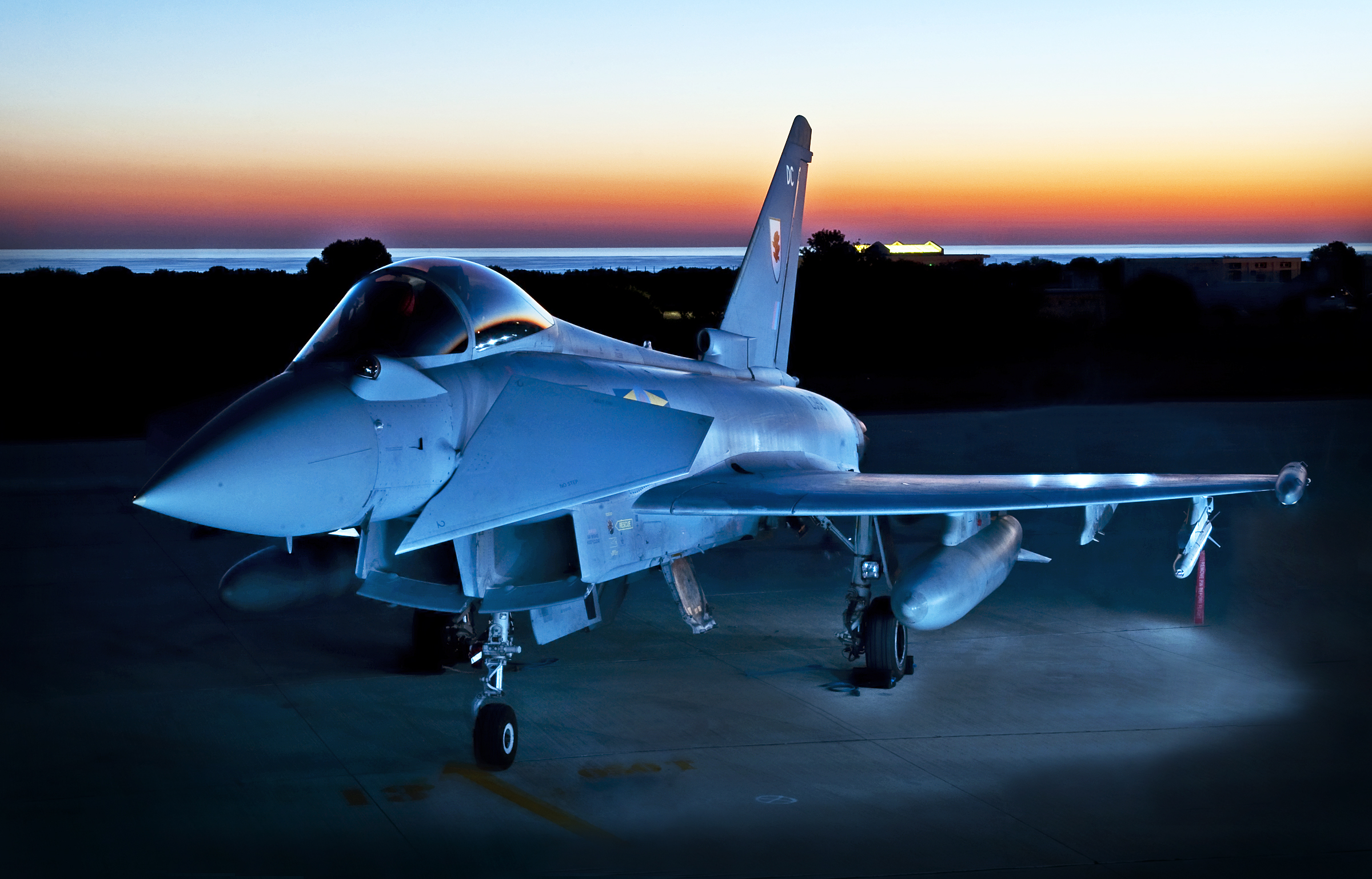
Chasseur britannique Eurofighter sur la base Akrotiri.

Le statut de ces territoires a été fixé par les accords de Londres du 19 février 1959 entre le Royaume-Uni, la Grèce et la Turquie, signés au moment de l’accession de l'île à l'indépendance, les Britanniques désirant conserver celles-ci comme bases stratégiques en Méditerranée, lequel entérinait une déclaration du gouvernement britannique du 11 février 1959, à ce sujet.
Lors de l'invasion de la république de Chypre par les troupes turques, celles-ci ont pris garde à ne pas franchir la frontière des bases britanniques, afin d'éviter l'entrée en guerre contre le Royaume-Uni. Néanmoins, celui-ci a participé avec le mandat de l'ONU à l'établissement d'une zone tampon sous administration de l'ONU entre la partie nord occupée (et autoproclamée depuis « république turque de Chypre du Nord », non reconnue internationalement sauf par la Turquie) et le reste de la république de Chypre.
Quand les troupes turques ont envahi le Nord de l'île, les Britanniques ont laissé les populations réfugiées traverser les bases, et leur ont apporté assistance. Cependant un litige oppose toujours le Royaume-Uni à Chypre sur le règlement d'une indemnité pour l'occupation des deux bases militaires. Le Royaume-Uni a payé ces indemnités durant quatre ans seulement, jusqu'à l'occupation du Nord, considérant que le loyer serait inéquitable s'il revenait à la seule république de Chypre, sans profiter aussi à la zone occupée du Nord (même s'il ne la reconnaît pas comme un État), et que le Royaume-Uni participe déjà d'une façon importante à la protection de la république de Chypre dans la surveillance de la zone tampon entre les deux parties du territoire. Selon la république de Chypre, les arriérés de loyers impayés se monteraient à plusieurs millions d’euros[réf. nécessaire].

## Statut
En 2002, le Royaume-Uni a signé un accord avec la république de Chypre, afin de garantir que le Royaume-Uni s’interdise toute exploitation autre que militaire des deux bases, et placer les terres agricoles sous l'autorité de la république de Chypre. De plus, les lois chypriotes, bien que ne s'appliquant pas directement à Akrotiri et Dhekelia, sont adaptées de la façon la plus proche possible, sauf pour ce qui concerne la souveraineté existante du Royaume-Uni sur ces deux zones où vivent des populations civiles. Ces lois, différentes des lois britanniques, s'appliquent largement au personnel militaire ainsi qu'aux résidents de nationalité britannique.
Ces zones sont aussi les seuls territoires d'outre-mer britanniques où le droit à la pleine citoyenneté britannique, en vigueur depuis une loi de 2002, ne s'applique pas automatiquement à ses résidents. Les populations chypriotes vivant ou travaillant sur les bases militaires britanniques conservent leur citoyenneté chypriote, et un large droit de passage est accordé à ces populations enclavées dans les bases, afin de faire valoir leurs droits ailleurs dans la République chypriote (toutefois, la traversée des bases militaires entre les deux parties de la république de Chypre est maintenant contrôlée de la même façon que sur la zone tampon sous administration de l'ONU, afin d'éviter toute infiltration et reprise du conflit par des éléments armés d'un camp ou de l'autre).
Pour des raisons juridiques, ces deux zones n'ont jamais fait partie de l'Union européenne. Cela a été confirmé explicitement en 2003 dans les articles 1 des protocoles 3 et 10 du traité d'accession de Chypre,. Puis, cette disposition fut incluse dans le Traité sur le fonctionnement de l'Union européenne, avec ce qui est depuis son article 355 alinéa 5. Avec le Brexit s'est posé la question de ces bases militaires. En effet, la Politique Agricole Commune concernait les terres agricoles contenues à l'intérieur de ces bases. De plus Chypre aurait pu être obligé de mettre en place des douanes entre les bases et le territoire national. Dans l'accord de retrait du Royaume-Uni, il a donc été signé des dispositions conservant les dispositions existantes avant la sortie du Royaume-Uni.
Les deux bases utilisent des timbres britanniques, ou de la république de Chypre (ou Chypre du sud).